# Alan Bahia
Alan Pereira Costa (* 14. Januar 1983 in Itabuna), auch bekannt als Alan Bahia, ist ein ehemaliger brasilianischer Fußballspieler.

## Karriere
Bahia begann seine Karriere 2002 beim Erstligisten Athletico Paranaense. 2004 wurde er mit dem Verein Vizemeister der Campeonato Brasileiro Série A. 2005 erreichte er mit dem Verein das Finale des Copa Libertadores. 2009 wurde er an dem japanischen Vissel Kōbe ausgeliehen. Von 2010 bis 2011 spielte er beim katarischen al-Khor SC. 2011 kehrte er nach Brasilien zurück und unterschrieb einen Vertrag bei Goiás EC. Danach spielte er bei América FC (RN), EC XV de Novembro, Treze FC und Paulista FC.